# ایستگاه راه‌آهن خیابان گریت ویکتوریا بلفاست
ایستگاه راه‌آهن خیابان گریت ویکتوریا بلفاست (انگلیسی: Belfast Great Victoria Street railway station) یکی از ایستگاه‌های راه‌آهن شهر بلفاست، ایرلند شمالی است.
این ایستگاه که در سال ۱۸۳۹ تأسیس شده به راه‌آهن سراسری ایرلند شمالی متصل است.

## نگارخانه

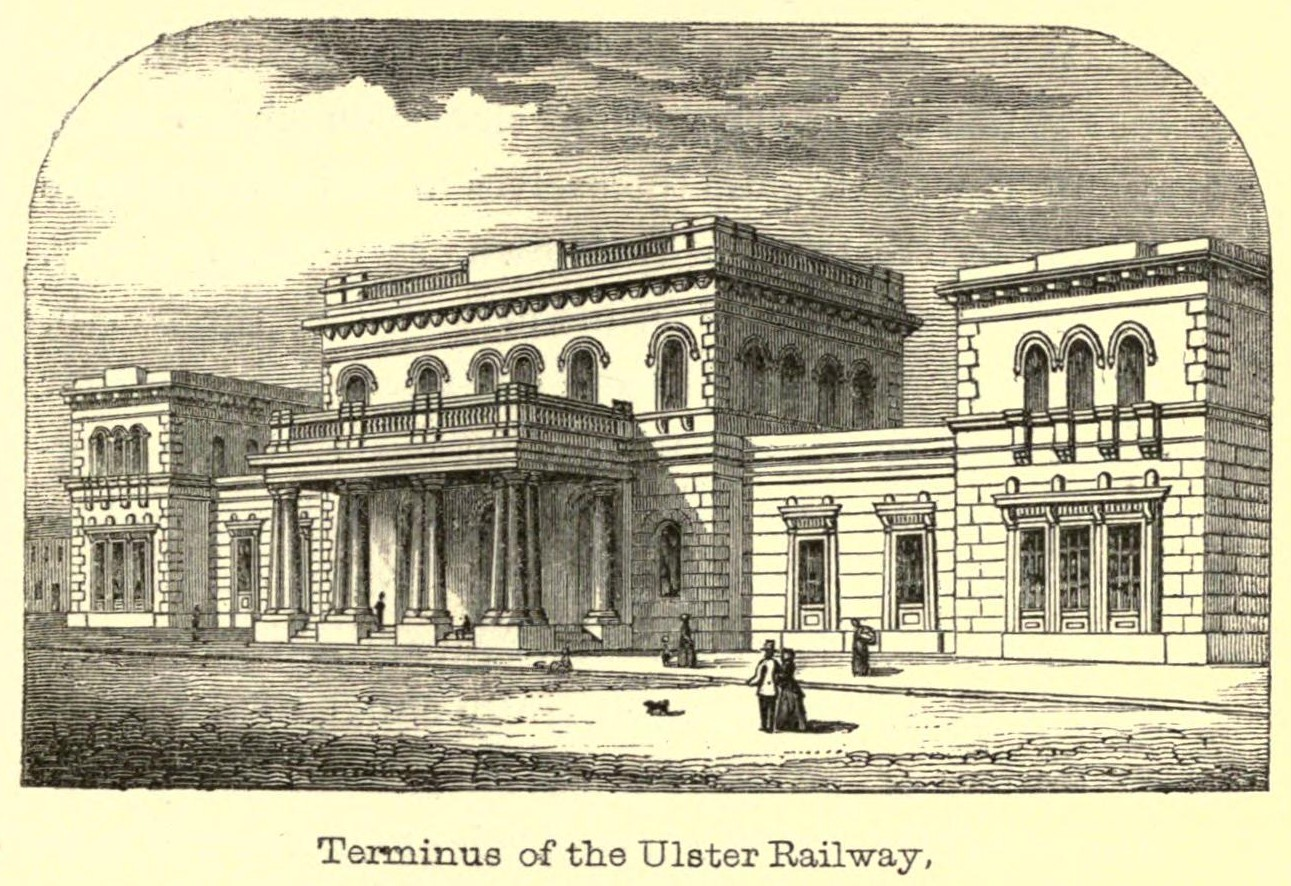
۱۸۵۴
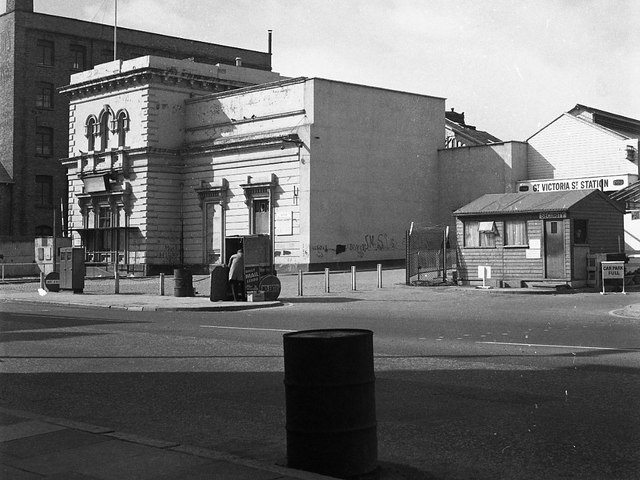
۱۹۷۶
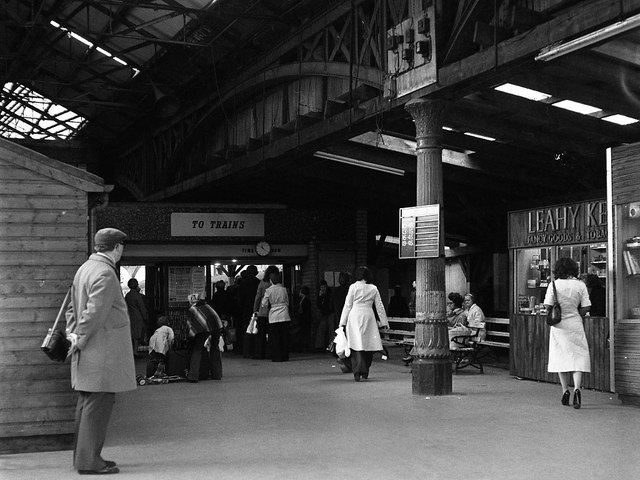
۱۹۷۶
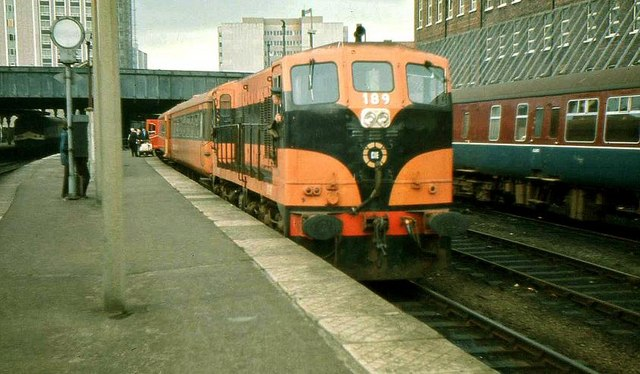
۱۹۷۵
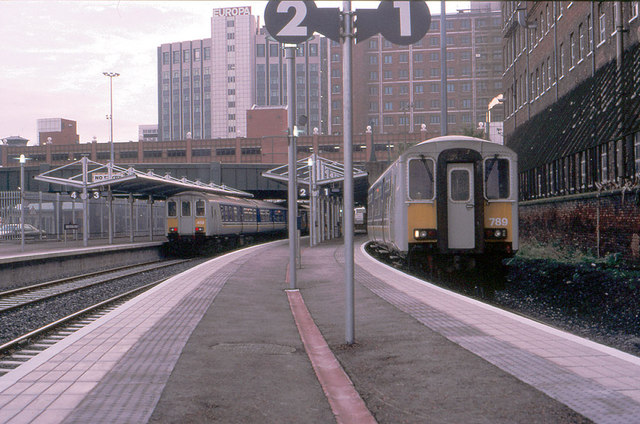
۱۹۹۵
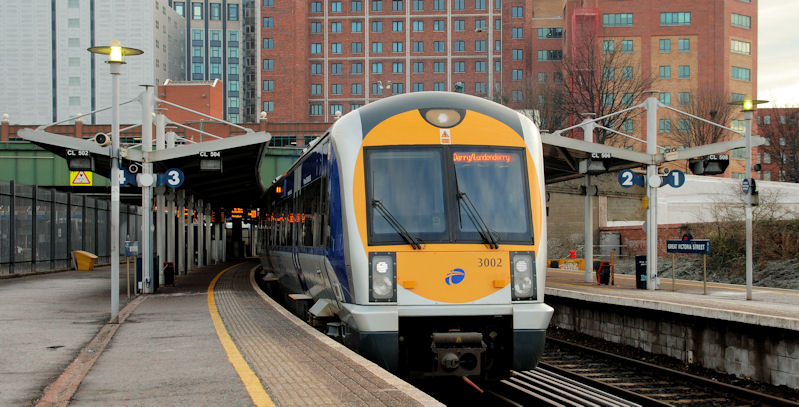
۲۰۱۱
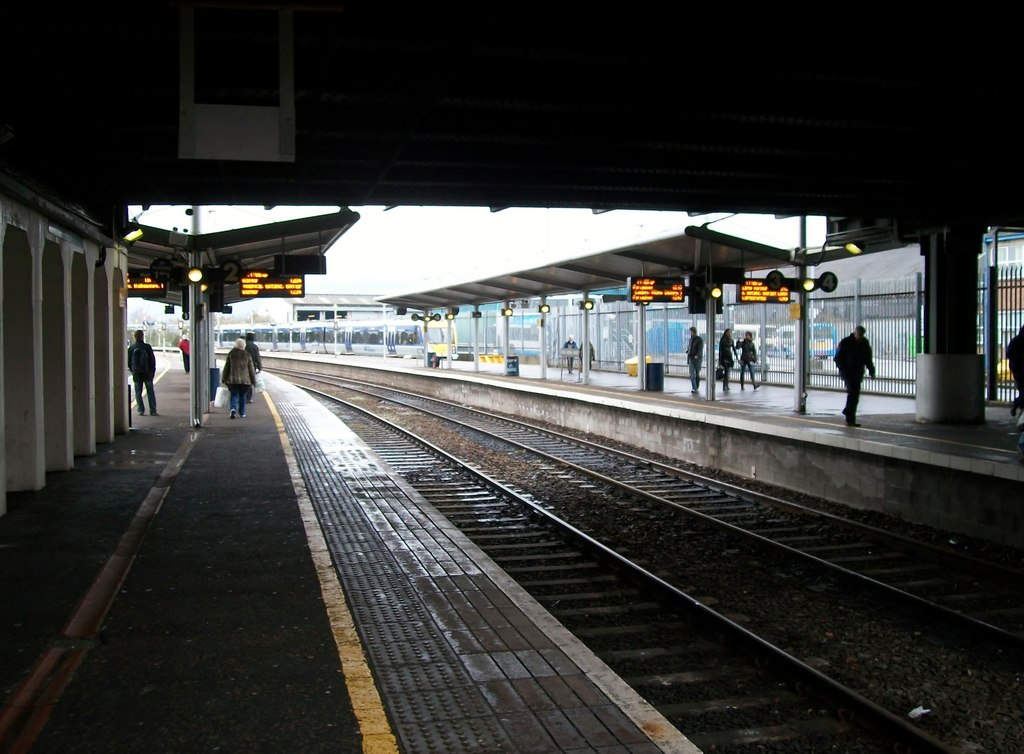
۲۰۱۱